# Weethley
Weethley – wieś w Anglii, w Warwickshire, w dystrykcie Stratford-on-Avon. W 2001 civil parish liczyła 17 mieszkańców. Weethley jest wspomniana w Domesday Book (1086) jako Wilelei.